# Martin Lipp (Lyriker)

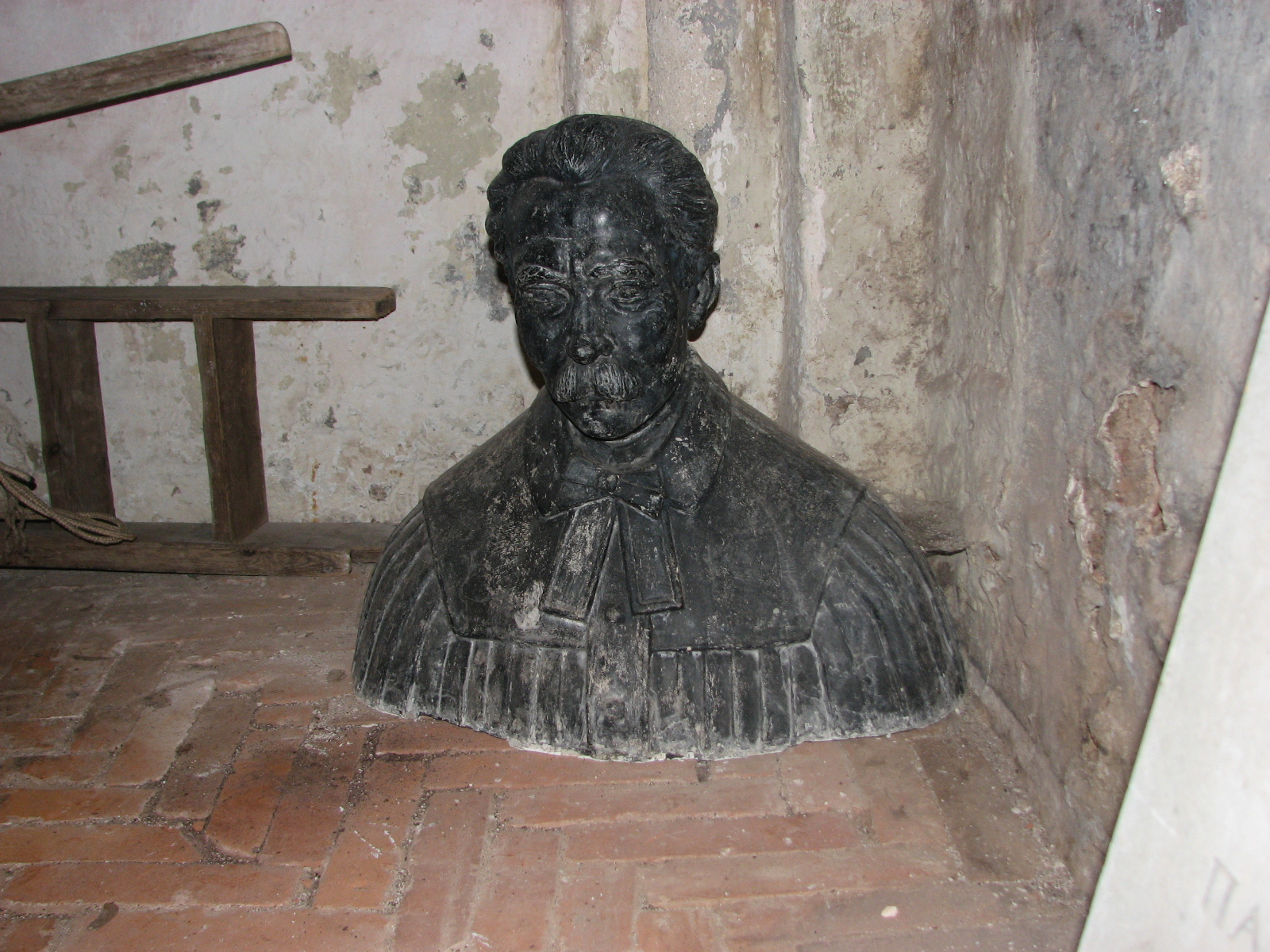
Büste (Rest eines Denkmals?) von Martin Lipp in der Kirche von Nõo

Martin Lipp (* 2. Apriljul. / 14. April 1854greg. in Vooru, Livland; heute Landgemeinde Tarvastu, Estland; † 8. März 1923 in Tallinn) war ein estnischer Pastor und Lyriker.

## Leben
Martin Lipp besuchte die Dorfschule von Vooru (deutsch Woroküll), die Kirchspielschule von Tarvastu (Tarwast), die Kreisschule von Valga (Walk) und bis 1874 das Gymnasium in Tartu (Dorpat). 1878 schloss Lipp sein Studium der Theologie an der Kaiserlichen Universität Dorpat ab. Dort war er im „Verein Studierender Esten“ (estnisch Eesti Üliõpilaste Selts) aktiv.
Lipp war unter anderem Pastor der lutherischen Kirchengemeinde von Kaarma (Karmel) auf der Insel Saaremaa (Ösel) (1882–1884) und Leiter des dortigen Lehrerseminars. Ab 1884 war Lipp Pastor im südestnischen Nõo (Nüggen).
Martin Lipp ist vor allem als Schöpfer spätromantischer Dichtung in Erinnerung geblieben. Er veröffentlichte die Gedichtbände Kodu Kannid (zwei Bände, 1897 und 1899), Lihtsad lilled (1902) und Päikese kullas (1909). Lange war der Band Hilised õied als unvollendetes Manuskript erhalten, ehe er 2021 publiziert wurde. Lipps Texte haben oft estnisch-patriotischen Inhalt, und auch die Anfang des 20. Jahrhunderts verfassten gehören „von der Form, vom Wortschatz und vom Pathos her in die letzten Jahre des 19. Jahrhunderts“. Sein Gedicht Eesti Lipp („Die Fahne Estlands“, vertont von Enn Võrk) wurde während der sowjetischen Besetzung Estlands zu einer inoffiziellen und konspirativen Nationalhymne. Lipp veröffentlichte auch unter dem Pseudonym Martin Lillenupp.
Daneben übersetzte Lipp weltliche und geistliche Literatur aus dem Deutschen und Finnischen und war einer der bedeutendsten estnischen Genealogen seiner Zeit. Er liegt heute auf dem Friedhof von Nõo begraben.
1880 heiratete Lipp Lydia Henriette Lau (* 1862). Im folgenden Jahr wurde die Tochter Helmi Magdalene geboren.